# Фадеев, Владимир Георгиевич
Владимир Георгиевич Фадеев (10 июля 1904, Новгород — 16 августа 1962, Москва) — советский военачальник, вице-адмирал (25.09.1944).

## Биография
Родился 10 июля 1904 года в Новгородской губернии, в городе Великий Новгород, в семье армейского прапорщика.
В Гражданскую войну, с ноября 1921 года юнга Московского ФЭ, с которым был направлен на Южный фронт в отряд траления в город Николаев, окончил штурманские курсы при штабе действующего отряда Чёрного моря, затем служил в Николаевской лоцдистанции.
С января 1922 года — курсант подготовительной школы при училище командного состава. С сентября 1922 года — курсант Военно-морского училища им. М. В. Фрунзе. С октября 1926 года, после окончания училища, вахтенный начальник тральщика «Джалита», с марта 1927 года помощник командира тральщика «Красная Молдова», с мая 1927 года на той же должности на тральщике «Джалита», с января 1928 года — вахтенный начальник крейсера «Коминтерн», с ноября 1930 года флаг-штурман дивизиона канонерских лодок. С июля 1931 года старший штурман и временно исполняющий должность помощника командира, с мая 1932 года старший помощник командира крейсера «Коминтерн». С января 1933 года старший помощник командира эсминца «Шаумян». С марта 1935 года командир сторожевого корабля «Шквал». С ноября 1936 года командир дивизиона СКР, с мая 1937 года командир эсминца «Незаможник». С августа 1937 года командир дивизиона БТЩ. С марта 1939 года -командир бригады траления. С августа 1939 года -командир ОВРа Главной базы ЧФ. Член ВКП(б) с 1941 года. 21 мая 1941 года присвоено воинское звание контр-адмирал.
В Великую Отечественную войну вступил в прежней должности. В начале войны решал задачи по организации обороны Главной базы ЧФ: обеспечение бесперебойного режима плавания на театре, несение дозорной службы, сопровождение кораблей, доставка в Севастополь пополнения, боеприпасов и оружия, вывоз из города гражданского населения, раненых, ценностей и других грузов. Корабли ОВРа под командованием Фадеева производили вылазки на порты Крыма, занятые противником, осуществляли траление и уничтожение магнитных мин.
В последнем рейсе в июне 1942 года на подлодке Л-23 из Севастополя эвакуировались руководящие работники горкома партии во главе с первым секретарём Б. А. Борисовым, контр-адмирал В. Г. Фадеев, капитан 1-го ранга А. Г. Васильев, командир 7-й бригады морской пехоты полковник Е. И. Жидилов, начальник политотдела Приморской армии бригадный комиссар Л. П. Бочаров.
С июля 1942 года — командир бригады траления и заграждения. Под командованием Фадеева корабли бригады активно действовали на морских коммуникациях противника Варна-Констанца-Жебрияны. В декабре 1942 года возглавлял два боевых похода кораблей бригады к побережью противника, которые повредили транспорт и уничтожили два его СКА. С сентября 1943 года командир Гл. ВМБ ЧФ (г. Поти), с октября 1944 — в Севастополе. С февраля 1945 года — Командующий Крымским МОР. Участник Парада Победы в 1945 год -командир сводного полка ВМФ.
После окончания войны в той же должности. Командир ЭОН-22, 4-й группы кораблей бывшего германского флота, переводимых с Балтийского в Чёрное море). С сентября 1947 года командир Гл. ВМБ ЧФ. С марта 1948 года — командир Сейсинской ВМБ в Северной Корее. С декабря 1948 года командующий Амурской военной флотилией. С февраля 1951 года — заместитель главного инспектора ВМС. С февраля 1953 года — пом. командующего ЧФ по строевой части. С июля 1953 года вице-адмирал Фадеев в запасе.
Начальник Управления спасательной службы, подготовки спасательной службы и спорта (май 1956 года -февраль 1959 года). Член президиума ЦК ДОСААФ (февраль 1959 года -август 1962 года).
Депутат Верховного Совета СССР 2-го созыва.
Скончался вице-адмирал Фадеев в 1962 году, похоронен в Москве на Новодевичьем кладбище (8 уч. 18 ряд).

## Награды
СССР
- орден Ленина (30.04.1947)[4][5]
- четыре ордена Красного Знамени (24.07.1942[6], 20.04.1944[7], 03.11.1944[8][5], 13.06.1952[5])
- орден Ушакова II степени (25.12.1944)[9]
- Медали СССР в т.ч:
  - «XX лет Рабоче-Крестьянской Красной Армии»
  - «За оборону Одессы»
  - «За оборону Севастополя»
  - «За оборону Кавказа»
  - «За победу над Германией в Великой Отечественной войне 1941—1945 гг.»

Других стран
- Командор Ордена Британской империи (Великобритания 1944)[10]

## Память
6 мая 1980 года именем Адмирала Фадеева Владимира Георгиевича, названа улица в Гагаринском районе Севастополя. Улица находится на западном берегу Стрелецкой бухты Севастополя. Берёт своё начало от пл. Неустроева и простирается до ул. Степаняна.

## Сочинения
- Опыт борьбы с неприятельским минным оружием. (1943).
- Благородные и почетные задачи спасательной службы// Патриот Родины. 20.3.1957.
- Человек под водой [в соавторстве]. М., 1967.